# غيم بيلدر غاراج
غيم بيلدر غاراج (بالإنجليزية: Game Builder Garage)‏ هي لعبة برمجة طورتها نينتندو إنترتينمنت بلانينغ أند دفيلوبمنت ونشرتها نينتندو لنينتندو سويتش. صدرت اللعبة في 11 يونيو 2021.

## أسلوب اللعب
في غيم بيلدر غاراج، يستخدم اللاعب لغة برمجة مرئية تتمحور حول مفهوم المخلوقات التي تسمى نودون. يمثل نودون جوانب مختلفة من المدخلات ومخرجات اللعبة ومنطق اللعبة، مثل «ستيك» نودون الذي يبلغ عن المدخلات من جوي-كون أو نودون «الشخص» الذي يمثل شخصية على الشاشة. يبني اللاعب برنامجًا عن طريق إضافة نودون وإجراء اتصالات بين العقد المختلفة على نودون، مثل توصيل ستيك نودون بشخص نودونلربط العصا التناظرية بحركة الشخصية على الشاشة. يتوفر نودون لواجهة جميع ميزات سويتش وجوي-كون تقريبًا، بما في ذلك مستشعرات الأشعة تحت الحمراء وأدوات التحكم في الحركة. للمساعدة في واجهة اللعبة، ستسمح اللعبة باستخدام فئران كمبيوتر يو إس بي مدعومة.
تسمح اللعبة للاعبين بإنشاء ألعابهم الخاصة عبر وضع البرمجة المجانية بحيث يمكنهم بعد ذلك مشاركتها مع لاعبين آخرين يمتلكون غيم بيلدر غاراج عبر خدمة نينتندو سويتش أونلاين أو محليًا؛ على عكس ألعاب سوبر ماريو ميكر، لن يكون هناك متصفح داخل اللعبة لهذا، ولكن بدلاً من ذلك سيحتاج اللاعبون إلى إدخال رموز الأصدقاء للوصول إلى إبداعاتهم من خلال الخدمة عبر الإنترنت. ستتميز اللعبة بوضع الدرس لتوجيه اللاعب من خلال استخدام لغة نودون ولمساعدته على فهم بعض مبادئ تطوير اللعبة من خلال سلسلة من سبع ألعاب مسبقة الصنع. يمكن للألعاب التي تم إنشاؤها داخل غيم بيلدر غاراج دعم ما يصل إلى ثمانية جوي-كون مختلفة، مما يسمح بشكل فعال ببناء ما يصل إلى ثمانية لاعبين من الألعاب المحلية متعددة اللاعبين.
تمت مقارنة غيم بيلدر غاراج بواسطة مطبعة الألعاب كمتابعة لنينتندو لابو.

## التقييم
| التقييم |        |
| --- | ------ |
| مجموع النقاط المجموع نقاط ميتاكريتيك 79/100 [ 4 ] نتائج المراجعة نشرة نقاط آي جي إن 8/10 [ 5 ] نينتندو لايف 7/10 [ 6 ] |        |
| مجموع النقاط |        |
| المجموع | نقاط   |
| ميتاكريتيك | 79/100 |
| نتائج المراجعة |        |
| نشرة | نقاط   |
| آي جي إن | 8/10   |
| نينتندو لايف | 7/10   |

تلقت لعبة غيم بيلدر غاراج «تقييمات إيجابية عمومًا» وفقًا لميتاكريتيك.
أشاد أليكس أولني من نينتندو لايف بالبرامج التعليمية للعبة، "لحسن الحظ، يسعدنا أن نقول إن دروس غيم بيلدر غاراج كلها ناجحة؛ ستصنع ألعابًا مخططة مسبقًا من البداية، تجمع بشكل مناسب بين نظريات التعلم المرئية والحركية. بطريقة تمسك يدك في البداية في المرة الأولى التي تقوم فيها بشيء ما، ولكن بعد ذلك تتوقف حالات التكرار مباشرة عن تسليط الضوء على الأزرار التي تحتاج إلى التنقل إليها وتعطيك أمرًا موجزًا وواضحًا، مثل "دعنا نضبط لون هذا الكائن على اللون الأصفر" وانتقد أولني عدم وجود الخيارات المرئية الممنوحة للاعب، قائلاً "يمكنك بالفعل تغيير عالم نودون للسماح ببيئات وإضاءة مختلفة، ولكن للأسف فقط على المستوى الأساسي".
استمتع سيث ميسي من آي جي إن، بعدد الخيارات التي قدمتها أدوات غيم بيلدر غاراج للاعب. «نعم، أنت عالق في الكائنات والرسومات التي تمنحك إياها اللعبة، ولكن كيفية بناءها والتفاعل معها أمر لا يصدق في نطاقه. تمامًا كما يبتكر الأشخاص باستمرار طرقًا جديدة ومبتكرة لتحقيق مستويات سوبر ماريو ميكر، أتوقع تمامًا أن أرى بعض الألعاب المذهلة التي يتم إنشاؤها باستخدام غيم بيلدر غاراج وأدواتها الأكثر قوة ومجموعة الميزات». لم يعجبه بعض ألغاز ما بعد الدرس، «مشكلتي مع الألغاز هي أن العديد منها قابل للحل في لمحة، بينما البعض الآخر... ليس كثيرًا. أحب التحدي، ولكن 10٪ من الألغاز تتطلب طريقة ثابتة أو النطاق العددي الذي وصل إلى التخمينات المتعلمة».

## وصلات خارجية
- الموقع الرسمي
 (بالإنجليزية)